# Шакура, Андрей Трофимович
Андрей Трофимович Шакура — советский хозяйственный, государственный и политический деятель.

## Биография
Родился в 1923 году в деревне Митьковщина. Член КПСС с 1943 года.
Участник Великой Отечественной войны. С 1945 года — на хозяйственной, общественной и политической работе. В 1945—1986 гг. — заместитель заведующего райфинотделом, уполномоченный отделения сельхозбанка, помощник прокурора района, председатель колхоза «Красноармеец», председатель колхоза «XXI съезд КПСС» Мстиславского района Могилёвской области.
Избирался депутатом Верховного Совета СССР 9-го созыва, Верховного Совета Белорусской ССР 5-го, 6-го, 8-го и 10-го созывов.
Умер в 1996 году.